# Japptjärnen
Japptjärnen är en sjö i Ragunda kommun i Jämtland och ingår i Indalsälvens huvudavrinningsområde. Sjön har en area på 0,103 kvadratkilometer och ligger 206,9 meter över havet.

## Delavrinningsområde
Japptjärnen ingår i det delavrinningsområde (700484-150545) som SMHI kallar för Utloppet av Gesunden. Medelhöjden är 268 meter över havet och ytan är 109,25 kvadratkilometer. Räknas de 1875 avrinningsområdena uppströms in blir den ackumulerade arean 20 404,17 kvadratkilometer. Avrinningsområdets utflöde Indalsälven mynnar i havet. Avrinningsområdet består mestadels av skog (58 procent). Avrinningsområdet har 29,77 kvadratkilometer vattenytor vilket ger det en sjöprocent på 27,2 procent.